# Zeemanscollege
Een zeemanscollege is een belangenvereniging voor zeelieden.

## Doel
De vereniging zorgde voor sociale zekerheid, ook voor de nabestaanden. Verder stond de vereniging haar leden met raad en daad bij, waarbij onder meer de omstandigheden in de zeevaart verbeterd werden. De leden betaalden jaarlijks een contributie. Bij ziekte en overlijden werd een bedrag uitgekeerd.
De meeste zeemanscolleges werden in de 19de eeuw opgericht, alhoewel er ook in de 16de eeuw al zeemanscolleges waren. Het zeemansbestaan was toen zo vol risico's dat ondersteuning van weldadigheidsinstellingen of deelneming in weduwefondsen onmogelijk was. Als oudste college wordt De Buul op Terschelling genoemd, opgericht in 1587 onder de naam Groot-Schippersbuidel of Zeemans-Assurantiebeurs der vijf Oostersche dorpen te Hoorn.. Het eerste zeemanscollege uit de modernere tijd werd in 1795 in Amsterdam opgericht. In 1822 werd dit vervangen door Zeemanshoop. Er zijn anno 2012 nog vier Zeemanscolleges in Nederland.
Zeemanscolleges krijgen regelmatig legaten zoals scheepsmodellen, zeekaarten en schilderijen. Van financiële legaten worden studenten ondersteund.

## Vlaggen
Ieder zeemanscollege had een eigen vlag, en iedere kapitein had een eigen nummer dat op die vlag werd aangebracht. De vlaggen waren simpel, omdat het nummer van grote afstand te lezen moest zijn.
De kapiteinsvlag werd gehesen als het schip in zicht was, dus bij het binnenlopen of vertrekken van een haven of bij het tegenkomen van een schip op zee. De gezamenlijke colleges gaven een almanak uit waarin alle kapiteins en scheepsnamen waren opgenomen. Iedere kapitein had zo'n almanak bij zich, zo wist hij altijd wie hij op zee was tegengekomen.
Bij de havens was een aankomend of vertrekkend schip verplicht met de kapiteinsvlag te groeten en 21 saluutschoten af te vuren. Vergat men te groeten met de vlag dan kreeg de kapitein een boete van twee gulden.
Als er iemand aan boord overleed terwijl men in een haven lag, werden er zeven treurschoten gelost en ging de kapiteinsvlag halfstok.

## Zeemanscolleges in Nederland
| Jaren | Jaren | Naam                              | Stad            |
| ----- | ----- | --------------------------------- | --------------- |
| 1878  | 1923  | Zeemanstroost                     | Ameland         |
| 1795  | 1822  | Blauwe Wimpel                     | Amsterdam       |
| 1822  | heden | Koninklijk College Zeemanshoop    | Amsterdam       |
| 1831  | 19 .. | De Vereeniging                    | Delfzijl        |
| 1818  | 19 .. | Tot Nut voor Handel en Zeevaart   | Dordrecht       |
| 1998  | heden | Hoop op Bezeiling                 | Enkhuizen       |
| 1830  | heden | De Groninger Eendracht            | Groningen       |
| 1880  | 1931  | Zeemans Voorzorg                  | Harlingen       |
| 1876  |       | Goede Bedoeling                   | Den Helder      |
| 1830  |       | Voorzorg                          | Nieuwe Pekela   |
| 1851  | 1899  | De Trouw                          | Oude Pekela     |
| 1819  | 1919  | Maatschappij tot Nut der Zeevaart | Rotterdam       |
| 1827  |       | De Vooruitgang                    | Sappemeer       |
| 1859  |       | De Herkenning                     | Schiermonnikoog |
| 1859  |       | L'Union                           | Stadskanaal     |
| 1587  | heden | De Buul                           | Terschelling    |
| 1817  | 19 .. | Maatschappij tot Nut der Zeevaart | Veendam         |
| 18 .. |       |                                   | Vlaardingen     |
| 18 .. |       |                                   | Vlissingen      |
| 1840  |       | De Harmonie                       | Wildervank      |
| 18 .. |       |                                   | Zwolle          |

## Zeemanscollege in België
Het zeemanscollege van België werd opgericht in 1819 maar alweer opgeheven in 1827 omdat de leden hun bijdragen niet betaalden. Alleen kapiteins mochten lid worden. In 1857 werd het college weer opgericht en sinds 1882 mochten ook officieren lid worden. De naam werd toen veranderd in het Belgisch Zeemans Collegie. In 1889 kreeg het college van koning Leopold II het predicaat koninklijk, waarna de naam veranderde in Koninklijk Belgisch Zeemanscollege (KBZ). In 1951 werd het huidige kantoor aan de Italiëlei betrokken.
| Jaren          | Jaren           | Naam                                                                          | Stad      |
| -------------- | --------------- | ----------------------------------------------------------------------------- | --------- |
| 1819 1857 1889 | 1827 1889 heden | Zeemans Collegie Belgisch Zeemans Collegie Koninklijk Belgisch Zeemanscollege | Antwerpen |